# نيسان بريساج
نيسان بريساج (بالإنجليزية: Nissan Presage)‏ هي سيارة من تصنيع شركة نيسان موتورز.